# Porpora (medicina)
Per  porpora  in campo medico, si intende un insieme di malattie avente come caratteristica comune un quadro emorragico a livello dei tessuti caratterizzato da macchie di dimensioni variabili che non scompaiono alla digito-vitro-pressione. Il termine porpora deriva in effetti proprio (dal latino) dal colore che la cute assume per l'accumulo anomalo del sangue. Alcune forme in letteratura sono considerate psicogene.
La porpora è comune in corso di febbre tifoide, così come può essere presente nella meningite meningococcica o in setticemia. In particolare, Neisseria meningitidis cioè il meningococco, che è un Gram-negativo diplococco, rilascia endotossina quando si lisa. L'endotossina attiva il fattore di Hageman (fattore XII) della coagulazione, porta a coagulazione intravascolare disseminata, per cui si avrà rash sull'individuo colpito.

## Tipologia
- Porpora di Schönlein-Henoch, una forma di vasculite detta anche porpora allergica
- Porpora trombocitopenica idiopatica
- Porpora trombotica trombocitopenica
- Porpora di Bateman, le tipiche cicatrici bianche degli anziani
- Porpora reumatica
- Porpora post-trasfusionale

## Terapia
La terapia va adattata sulla base della causa scatenante alla base della porpora.